# Antonio García Rodríguez-Acosta
Antonio José García Rodríguez-Acosta (Jaén, 15 de febrero de 1921-Madrid, 14 de abril de 2006) fue un político y fiscal español, que desempeñó diversos cargos durante la dictadura franquista.

## Biografía
Nacido 15 de febrero de 1921 en Jaén, fue fundador del Sindicato Español Universitario en Jaén. También militó en la Vieja Guardia de Falange de su ciudad natal. Desempeñó el cargo de alcalde de su ciudad natal entre diciembre de 1955 y 1958.
García Rodríguez-Acosta, que era tenido en alta consideración por Francisco Franco, ejerció de gobernador civil de la provincia de Málaga entre el 5 de mayo de 1958 y el 6 de junio de 1962. Nombrado subsecretario del Ministerio de Información y Turismo en 1962, fue cesado del cargo en 1967. Durante ese período inauguró varios paradores nacionales de turismo como los de Jaén, Cazorla, el futuro de Ceuta y el de Nerja, cuya calle fue timbrada con sus apellidos. También las ampliaciones de los paradores de Málaga del Golf y Bailén. Ejerció de director general del Instituto Español de Emigración entre el 5 de diciembre de 1969 y el 22 de junio de 1973.
Designado vicesecretario general del Movimiento por José Utrera Molina en 1974, ejerció el cargo hasta ser sucedido por Adolfo Suárez en 1975. Tomó posesión del cargo de consejero de Estado en enero de 1974. También fue consejero nacional. Su último cargo público fue el de Fiscal del Tribunal Supremo entre 1975 y 1976.
Falleció el 14 de abril de 2006 en Madrid.

## Condecoraciones
- Gran Cruz de la Orden de Cisneros (1961)[14]
- Medalla de Oro al Mérito Turístico (1963)[15]
- Gran Cruz de la Orden Imperial del Yugo y las Flechas (1965)[16]
- Gran Cruz de la Orden del Mérito Aeronáutico, con distintivo blanco (1968)[17]
- Gran Cruz de la Orden del Mérito Militar, con distintivo blanco (1975)[18]